# Robert Wichrowski
Robert Wichrowski est un réalisateur et scénariste polonais né le 19 février 1966 à Bydgoszcz.

## Biographie
Robert Wichrowski est diplômé en réalisation de l'école nationale de cinéma de Łódź et de l'école (pl) d'Andrzej Wajda. Il est également diplômé en histoire et en sciences politiques.
Il a réalisé des clips pour de nombreuses célébrités de la scène musicale polonaise, des campagnes de sensibilisation et des films documentaires, dont Łzy mistrzów et W cieniu K2.
En 2014, il réalise le documentaire Ostatnia droga sur la mort de Jerzy Popiełuszko, qui a suscite une controverse en raison du fait que Wichrowski était un employé à temps plein de la Służba Bezpieczeństwa en 1988-89.

## Crédit d'auteurs
- (pl) Cet article est partiellement ou en totalité issu de l’article de Wikipédia en polonais intitulé « Robert Wichrowski » (voir la liste des auteurs).